# Chelostoma torquillum
Chelostoma torquillum är en biart som först beskrevs av Warncke 1991.  Chelostoma torquillum ingår i släktet blomsovarbin, och familjen buksamlarbin. Inga underarter finns listade i Catalogue of Life.